# Bisdom Ambato
Het bisdom Ambato (Latijn: Dioecesis Ambatensis) is een rooms-katholiek bisdom met als zetel Ambato, in Ecuador. Het bisdom is suffragaan aan het aartsbisdom Quito. 

## Geschiedenis
Het bisdom werd opgericht op 28 februari 1948, uit delen van het aartsbisdom Quito. 

## Parochies
Het bisdom had in 2022 een oppervlakte van 3.386 km2 en telde 608.753 inwoners waarvan 90,0% rooms-katholiek was.

## Bisschoppen
- Bernardino Carlos Guillermo Honorato Echeverría Ruiz (23 oktober 1949 - 10 april 1969)
- Vicente Rodrigo Cisneros Durán (4 juli 1969 - 15 februari 2000)
- Germán Trajano Pavón Puente (19 april 2001 - 20 januari 2015)
- Jorge Giovanny Pazmiño Abril (20 januari 2015 - heden)

## Galerij van afbeeldingen

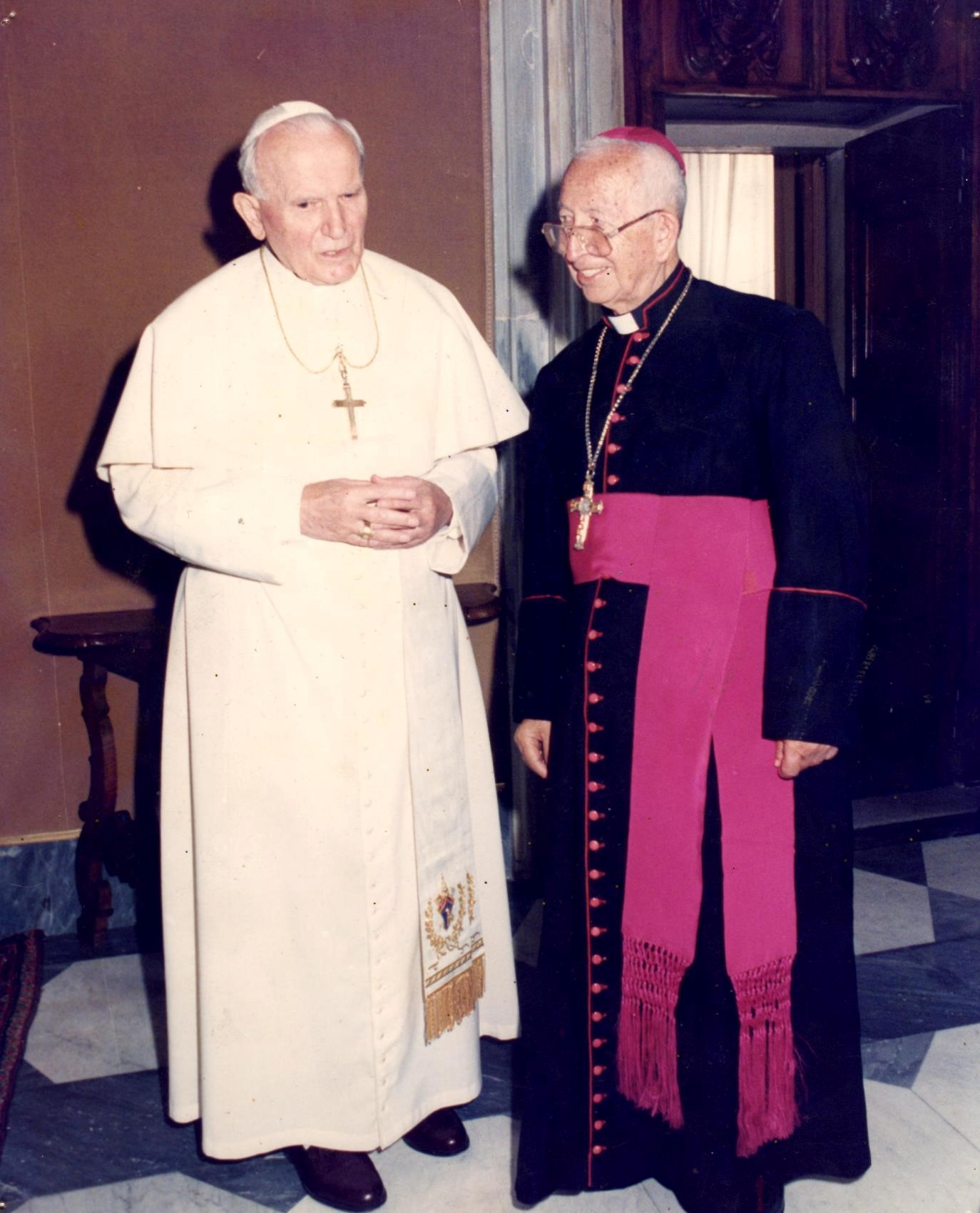
Bisschop Bernardino Echeverría Ruiz (1949-1969) met paus Johannes Paulus II
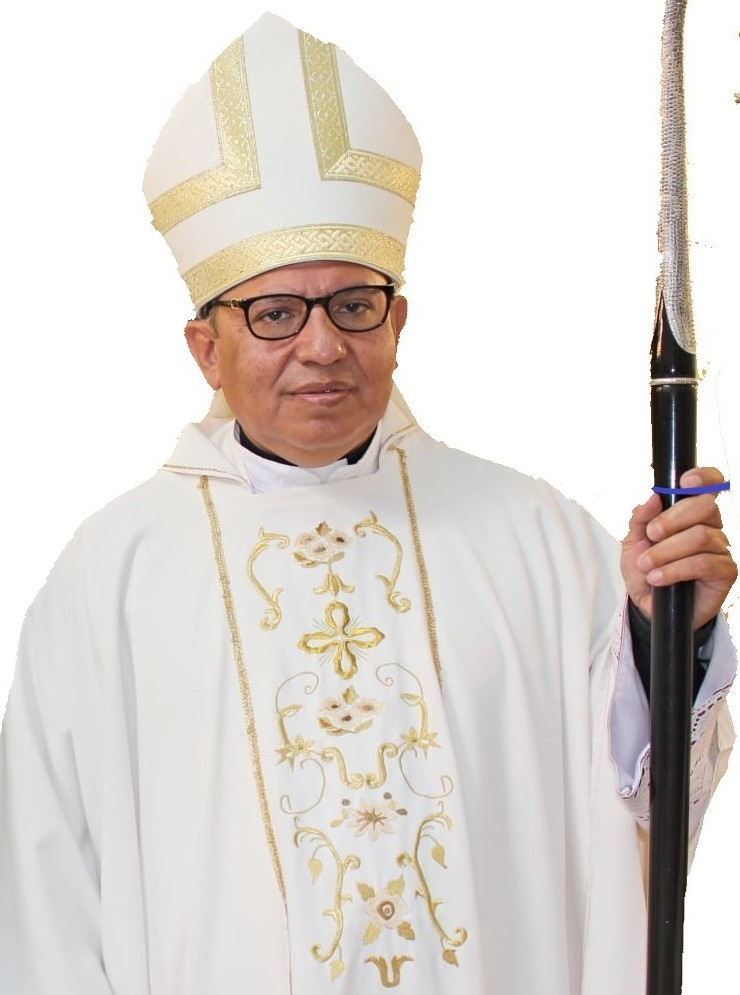
Bisschop Jorge Giovanny Pazmiño Abril (2015-heden)

Quito (aartsbisdom) · Ambato · Guaranda · Ibarra · Latacunga · Riobamba · Tulcán